# Heavens Fall
Heavens Fall ist ein US-amerikanisches Filmdrama aus dem Jahr 2006. Regie führte Terry Green, der auch das Drehbuch schrieb.

## Handlung
Die Handlung spielt in Alabama in den 1930er Jahren. Victoria Price und Ruby Bates bezichtigen neun männliche Afroamerikaner der Vergewaltigung. Die Männer werden angeklagt. Die Jugendlichen werden jeweils zur Todesstrafe verurteilt, was den Fall in den Medien bekannt macht. Der New Yorker Anwalt Samuel Leibowitz übernimmt die Verteidigung bei der Berufung. Die Todesstrafen werden in langjährige Haftstrafen umgewandelt.

## Kritiken
John DeFore schrieb im Hollywood Reporter, der Film erzähle seine Geschichte mit einigen „stilistischen Verzierungen“ und ohne einen Versuch, den Zuschauer zu manipulieren.

## Auszeichnungen
Terry Green erhielt im Jahr 2006 den Hollywood Discovery Award des Hollywood Film Festivals und den Publikumspreis des Birmingham Sidewalk Moving Picture Festivals.

## Hintergründe
Der im Film porträtierte Fall ist einer der bekanntesten Justizirrtümer der US-amerikanischen Geschichte. Somit ist er den Filmen nach wahrer Begebenheit zuzuordnen.
Der Film wurde in Chattanooga (Tennessee), in Monroeville (Alabama) und in Rock Springs (Georgia) gedreht. Seine Produktionskosten betrugen schätzungsweise 4 Millionen US-Dollar. Die Weltpremiere fand am 20. Juli 2006 auf dem Stony Brooks Film Festival statt, dem einige weitere Filmfestivals folgten. Im November 2007 wurde der Film in den USA direkt auf DVD veröffentlicht.